# Lill-Meckflotjärnen
Lill-Meckflotjärnen är en sjö i Bräcke kommun i Jämtland och ingår i Ljungans huvudavrinningsområde.